# Strada statale 7 racc/A di Porto Badino
La  strada statale 7 racc/A di Porto aBadino (SS 7 racc/A) è una strada statale italiana.

## Percorso
La strada raccorda la strada statale 148 Pontina con il percorso in variante a carreggiate separate che evita l'attraversamento di Terracina della strada statale 7 Via Appia.

### Tabella percorso
| di Porto Badino |                                                 |      |           |
| Tipo            | Indicazione                                     | ↓km↓ | Provincia |
|                 | Via Appia                                       | 0,0  | LT        |
|                 | Terracina (uscita dir. SS148, entrata dir. SS7) | 0,5  | LT        |
|                 | Pontina                                         | 1,0  | LT        |